# Jésus de Montréal
Jésus de Montréal è un film del 1989 scritto e diretto da Denys Arcand, vincitore del Premio della giuria al 42º Festival di Cannes.
È uscito nelle sale cinematografiche degli Stati Uniti il 25 maggio 1990.

## Trama
Un gruppo di attori e amici, per conto della parrocchia locale, mette in scena una rappresentazione della passione di Cristo. Ma poiché loro ne fanno una versione piuttosto moderna, sino a portare nei personaggi le loro stesse vite, la Chiesa li ostacola fino al punto di farli arrestare.

## Premi e nomination
- Cannes Film Festival, 1989
  - Vinto il Premio della giuria
  - Vinto il Primo della giuria ecumenica
- Toronto International Film Festival, 1989
  - Vinto l'International Critics Award: Denys Arcand
- Academy Awards, USA, 1990
  - Nominato all'Oscar al miglior film straniero
- Genie Awards, 1990
  - Vinto come miglior produzione e direzione artistica: François Séguin
  - Vinto come miglior fotografia: Guy Dufaux
  - Vinto come miglior costumista: Louise Jobin
  - Vinto come miglior regista: Denys Arcand
  - Vinto come miglior montaggio: isabelle Dedieu
  - Vinto come miglior sonoro: Patrick Rousseau, Adrian Croll, Hans Peter Strobl e Jocelyn Caron
  - Vinto come miglior montaggio sonoro: Marcel Pothier, Laurent Lévy, Antoine Morin e Diane Boucher
  - Vinto come miglior film: Roger Frappier e Pierre Gendron
  - Vinto come miglior colonna sonora: Yves Laferrière
  - Vinto come miglior attore: Lothaire Bluteau
  - Vinto come miglior attore co-protagonista: Rémy Girard
  - Vinto come miglior sceneggiatura: Denys Arcand
  - Vinto il Golden Reel Award: Roger Frappier e Pierre Gendron
  - Nominato miglior attore co-protagonista: Gilles Pelletier
  - Nominata miglior attrice: Catherine Wilkening
  - Nominata miglior attrice co-protagonista: Pauline Martin
  - Nominata miglior attrice co-protagonista: Johanne-Marie Tremblay
- Golden Globes, USA, 1990
  - Nominato come miglior film straniero
- Seattle International Film Festival, 1990
  - Vinto il Golden Space Needle Award come miglior regista: Denys Arcand
- British Academy of Film and Television Arts Awards, 1991
  - Nominati per il miglior film non in lingua inglese: Roger Frappier, Pierre Gendron e Denys Arcand